# Tulipa turkestanica
Tulipa turkestanica là một loài thực vật có hoa trong họ Liliaceae. Loài này được (Regel) Regel miêu tả khoa học đầu tiên năm 1875.